# Денисов, Николай Михайлович (тракторист)
Николай Михайлович Денисов (14 октября 1930 год, Хорол, Полтавская область — 10 сентября 1998 год, там же) — передовик сельскохозяйственного производства, тракторист колхоза «Украина» Хорольского района Полтавской области, Украинская ССР. Герой Социалистического Труда (1966).

## Биография
Родился 14 октября 1930 года в рабочей семье в городе Хорол Полтавской области. В 1945 году окончил семилетнюю школу. Начал свою трудовую деятельность в колхозе имени Куйбышева Хорольского района. В 1954 году окончил ПТУ № 5 в Хороле, после чего работал трактористом на Хорольской МТС.
С 1955 года трудился трактористом в колхозе «Украина» Хорольского района в селе Штомпелевка. В 1966 году удостоен звания Героя Социалистического Труда «за успехи, достигнутые в увеличении производства пшеницы, ржи, гречихи, кукурузы и других зерновых и кормовых культур».
В 1991 году вышел на пенсию. Продолжал работать в колхозе в течение последующих шести лет. Потом проживал в городе Хорол, где скончался в 1998 году.

## Награды
- Герой Социалистического Труда — указом Президиума Верховного Совета СССР от 23 июня 1966 года
- Орден Ленина — дважды
- Медаль «За доблестный труд в Великой Отечественной войне 1941—1945 гг.»
- Медаль «В ознаменование 100-летия со дня рождения Владимира Ильича Ленина» (1970)